# Víctor Valdés
Víctor Valdés Arribas (wym. [ˈbiktor balˈdes aˈribas]; ur. 14 stycznia 1982 w L’Hospitalet de Llobregat) – hiszpański piłkarz, który podczas kariery występował na pozycji bramkarza. W czasie kariery grał w takich klubach jak FC Barcelona, Manchester United, Standard Liège czy Middlesbrough, a także w reprezentacji Hiszpanii. Jest najbardziej utytułowanym bramkarzem w historii FC Barcelona. Wygrał 6-krotnie La Liga, 3-krotnie Ligę Mistrzów oraz raz Copa del Rey. Jest także jednym z dwóch bramkarzy w historii (wraz z Janem Oblakiem), który wygrał Trofeo Zamora pięciokrotnie. 17 sierpnia 2017 roku zakończył piłkarską karierę.

## Dzieciństwo
Victor przyszedł na świat jako drugie z trojga dzieci José Manuela Valdesa i Aguedy Arribas. Dorastał w Gavá razem z dwoma braćmi, starszym Ricardem i młodszym Álvaro.

## Kariera
Víctor Valdés związany był z FC Barcelona od 1992 roku. W sezonie 2002/2003 klubowi trenerzy zadecydowali o włączeniu Valdésa do pierwszej drużyny. Sezon rozpoczął jako rezerwowy dla Argentyńczyka Roberto Bonano, ale nowy trener Radomir Antić uczynił z niego pierwszego bramkarza zespołu.
W sezonie 2004/2005 zdobył wraz z klubem mistrzostwo kraju, a niedługo potem superpuchar.
W swej grze starał się naśladować swój bramkarski wzór – niemieckiego bramkarza Olivera Kahna.
W 2004 roku spekulowano o powołaniu go do kadry na Mistrzostwa Europy w Portugalii, jako bramkarza numer trzy (po Ikerze Casillasie oraz Santiago Cañizaresie). Ostatecznie trener kadry wybrał Daniela Aranzubię z Athletiku Bilbao.
W 2006 wraz z Barceloną sięgnął po swój pierwszy tytuł Ligi Mistrzów po zwycięstwie nad Arsenalem 2:1. Valdés wpuścił wtedy jednego gola, którego w 36. minucie strzelił mu Sol Campbell. Na następny europejski tytuł musiał poczekać 3 lata, kiedy Barcelona wygrała 2:0 w finale z Manchesterem United na Stadio Olimpico w Rzymie.
Został powołany jako rezerwowy bramkarz na mistrzostwa świata w RPA w 2010, na których wraz z reprezentacją Hiszpanii zdobył mistrzostwo. Nie zagrał jednak w żadnym meczu tego turnieju.
23 października 2014 Manchester United ogłosił, że uraz kolana, którego nabawił się jeszcze w Barcelonie, będzie leczony przez jego sztab medyczny. Po wyleczeniu kontuzji trenował z pierwszym zespołem Manchesteru United, a 8 stycznia 2015 podpisał kontrakt łączący go z klubem do czerwca 2016 roku. W Premier League zadebiutował 17 maja 2015 w zremisowanym 1:1 meczu przeciwko Arsenalowi F.C., zmieniając w 73 minucie Davida de Geę.
24 stycznia 2016 został wypożyczony do 30 czerwca do Standardu Liège. Wypożyczenie zostało przerwane 29 kwietnia.
10 czerwca 2016 Manchester United ogłosił, że nie przedłuży kontraktu z piłkarzem i od 1 lipca będzie wolnym zawodnikiem.
7 lipca 2016 został piłkarzem Middlesbrough. W czerwcu 2017 klub ogłosił, że Valdés nie przedłuży wygasającego wraz z końcem sezonu kontraktu i odejdzie z klubu.
17 sierpnia 2017 ogłosił zakończenie kariery piłkarskiej.

## Statystyki kariery
| Klub                  | Sezon              | Liga  | Liga | Puchar Kraju | Puchar Kraju | Puchar Ligi | Puchar Ligi | Europa | Europa | Inne  | Inne | Razem | Razem |
| Klub                  | Sezon              | Mecze | Gole | Mecze        | Gole         | Mecze       | Gole        | Mecze  | Gole   | Mecze | Gole | Mecze | Gole  |
| FC Barcelona B        | 2000/01            | 14    | 0    | 0            | 0            | –           | –           | –      | –      | –     | –    | 14    | 0     |
| FC Barcelona B        | 2001/02            | 43    | 0    | 0            | 0            | –           | –           | –      | –      | –     | –    | 43    | 0     |
| FC Barcelona B        | 2002/03            | 20    | 0    | 0            | 0            | –           | –           | –      | –      | –     | –    | 20    | 0     |
| FC Barcelona B        | Razem              | 77    | 0    | 0            | 0            | –           | –           | –      | –      | –     | –    | 77    | 0     |
| FC Barcelona          | 2002/03            | 14    | 0    | 0            | 0            | –           | –           | 6      | 0      | 0     | 0    | 20    | 0     |
| FC Barcelona          | 2003/04            | 33    | 0    | 6            | 0            | –           | –           | 5      | 0      | 0     | 0    | 44    | 0     |
| FC Barcelona          | 2004/05            | 35    | 0    | 0            | 0            | –           | –           | 8      | 0      | 0     | 0    | 43    | 0     |
| FC Barcelona          | 2005/06            | 35    | 0    | 0            | 0            | –           | –           | 12     | 0      | 2     | 0    | 49    | 0     |
| FC Barcelona          | 2006/07            | 38    | 0    | 0            | 0            | –           | –           | 8      | 0      | 4     | 0    | 50    | 0     |
| FC Barcelona          | 2007/08            | 35    | 0    | 6            | 0            | –           | –           | 11     | 0      | 0     | 0    | 52    | 0     |
| FC Barcelona          | 2008/09            | 35    | 0    | 0            | 0            | –           | –           | 14     | 0      | 0     | 0    | 49    | 0     |
| FC Barcelona          | 2009/10            | 38    | 0    | 0            | 0            | –           | –           | 12     | 0      | 5     | 0    | 55    | 0     |
| FC Barcelona          | 2010/11            | 32    | 0    | 0            | 0            | –           | –           | 11     | 0      | 1     | 0    | 44    | 0     |
| FC Barcelona          | 2011/12            | 35    | 0    | 0            | 0            | –           | –           | 11     | 0      | 3     | 0    | 49    | 0     |
| FC Barcelona          | 2012/13            | 31    | 1    | 0            | 0            | –           | –           | 11     | 0      | 2     | 0    | 44    | 0     |
| FC Barcelona          | 2013/14            | 26    | 0    | 0            | 0            | –           | –           | 6      | 0      | 0     | 0    | 32    | 0     |
| FC Barcelona          | Razem              | 387   | 1    | 12           | 0            | –           | –           | 115    | 0      | 17    | 0    | 531   | 0     |
| Manchester United     | 2014/15            | 2     | 0    | 0            | 0            | 0           | 0           | –      | –      | –     | –    | 2     | 0     |
| Manchester United     | 2015/16            | 0     | 0    | 0            | 0            | 0           | 0           | 0      | 0      | –     | –    | 0     | 0     |
| Manchester United     | Razem              | 2     | 0    | 0            | 0            | 0           | 0           | 0      | 0      | 0     | 0    | 2     | 0     |
| Standard Liège (wyp.) | 2015/16            | 6     | 0    | 2            | 0            | –           | –           | –      | –      | –     | –    | 8     | 0     |
| Standard Liège (wyp.) | Razem              | 6     | 0    | 2            | 0            | –           | –           | –      | –      | –     | –    | 8     | 0     |
| Middlesbrough         | 2016/17            | 28    | 0    | 0            | 0            | 0           | 0           | –      | –      | –     | –    | 28    | 0     |
| Middlesbrough         | Razem              | 28    | 0    | 0            | 0            | 0           | 0           | –      | –      | –     | –    | 28    | 0     |
| Łącznie w karierze    | Łącznie w karierze | 497   | 0    | 14           | 0            | 0           | 0           | 115    | 0      | 17    | 0    | 643   | 0     |

## Statystyki w Reprezentacji Hiszpanii
| Reprezentacja | Rok     | Mecze | Gole |
| ------------- | ------- | ----- | ---- |
| Hiszpania     | 2010    | 3     | 0    |
| Hiszpania     | 2011    | 4     | 0    |
| Hiszpania     | 2012    | 3     | 0    |
| Hiszpania     | 2013    | 9     | 0    |
| Hiszpania     | 2014    | 1     | 0    |
| Ogólnie       | Ogólnie | 20    | 0    |

## Życie prywatne
Valdés spotyka się z Yolandą Cardoną. 20 sierpnia 2009 r. w Clínica Dexeus w Barcelonie na świat przyszło pierwsze dziecko pary, syn Dylan Valdés Cardona, 16 listopada 2012 urodził się drugi syn Kai Valdés Cardona, „Moja żona Yolanda i ja cieszymy się z narodzin naszego synka”, ogłosił Victor Valdés za pośrednictwem swojego konta na Twitterze. 3 października 2013 bramkarz po raz trzeci został ojcem. Tym razem narodziła się córka, Vera.

## Osiągnięcia

### FC Barcelona(Hiszpania)
- Mistrzostwo Hiszpanii (6): 2004/2005, 2005/2006, 2008/2009, 2009/2010, 2010/2011, 2012/2013
- Puchar Króla (2): 2009, 2012
- Superpuchar Hiszpanii (6): 2005, 2006, 2009, 2010, 2011, 2013
- Liga Mistrzów (3): 2006, 2009, 2011
- Superpuchar Europy (2): 2009, 2011
- Klubowe mistrzostwo świata (2): 2009, 2011

### Indywidualne
- Trofeo Zamora (5): 2005, 2009, 2010, 2011, 2012

### Reprezentacja
- Mistrzostwo Świata (1): 2010
- Mistrzostwo Europy (1): 2012